# Cricocosmia jinningensis
La cricocosmia (Cricocosmia jinningensis) è un animale vermiforme, probabilmente appartenente ai nematomorfi, vissuto nel Cambriano inferiore (circa 520 milioni di anni fa). I suoi resti sono stati ritrovati in Cina, nel giacimento di Maotianshan.

## Descrizione
Conosciuto attraverso migliaia di fossili, questo animale possedeva un corpo allungato, che poteva raggiungere i 5 centimetri di lunghezza e non era più largo di 2,5 millimetri. Anteriormente era presente una proboscide piuttosto voluminosa, dotata di spine. La parte anteriore del corpo era formata da una regione fittamente annulata e sprovvista di ornamenti, mentre la restante parte possedeva annulazioni meno fitte e dotate di un paio di strutture rigide (scleriti) a forma di cono, disposte in file longitudinali. Al termine del corpo, invece, era presente una piccola spina ricurva. L'intestino era allungato e percorreva tutto il corpo, dalla proboscide all'estremità posteriore.

## Classificazione
In origine la cricocosmia è stata considerata un verme priapulide, principalmente per la presenza della proboscide spinosa caratteristica di questo gruppo. Tuttavia, un ulteriore studio (Hou & Bergstrom, 1994) ha mostrato come questa specie, insieme ai simili Palaeoscolex e Maotianshania, appartenesse a una famiglia di vermi (Palaeoscolecidae) dalle notevoli affinità con il gruppo dei nematomorfi.

## Stile di vita
Nonostante la maggior parte dei nematomorfi attuali siano parassiti, sembra che la cricocosmia e i suoi parenti non lo fossero. È probabile che questi animali si nutrissero di particelle che trovavano sul fondale marino nel quale vivevano, dal momento che molti esemplari fossili sono stati ritrovati con l'intestino pieno di sedimento.